# Tranh cãi về cách xác định thương vong bằng đếm xác trong chiến tranh Việt Nam
Tranh cãi về cách xác định thương vong bằng đếm xác trong chiến tranh Việt Nam (tiếng Anh: Vietnam war body count controversy) là một phương pháp của quân đội Mỹ và Đồng minh sử dụng nhằm xác định thương vong của Quân Giải phóng miền Nam Việt Nam và Quân đội Nhân dân Việt Nam trong Chiến tranh Việt Nam. Nhưng cách này thường gây tranh cãi do quân đội Mỹ và đồng minh thường giết và đếm lẫn cả dân thường và quân giải phóng, hoặc là phóng đại thương vong của quân giải phóng. Khi tìm và diệt dược tiến hành, mục tiêu của Hoa Kỳ không phải là chiếm lãnh thổ, nên chiến dịch 'tìm và diệt' sẽ được coi là thành công nếu Mỹ và Đồng minh gây thiệt hại nặng cho Quân Giải phóng, ngoài ra, quân đội Mỹ thường báo cáo tiêu diệt nhiều kẻ địch nhưng vũ khí thu được lại ít hơn như trong Trận Đồi Thịt Băm và Chiến dịch Speedy Express.

## Tổng quan
Vì mục tiêu của Mỹ trong Chiến tranh Việt Nam không phải là chinh phục Việt Nam Dân chủ Cộng hòa mà là đảm bảo sự tồn tại của chính quyền Việt Nam Cộng hòa, nên việc đo lường tiến độ là rất khó khăn. Về mặt lý thuyết, toàn bộ lãnh thổ tranh chấp được "chiếm giữ". Thay vào đó, Quân đội Mỹ sử dụng số lượng thương vong hòng chứng minh rằng Hoa Kỳ đang giành chiến thắng trong cuộc chiến này. Lý thuyết của quân đội là Quân Giải phóng miền Nam Việt Nam (QGPMNVN) và Quân đội Nhân dân Việt Nam (QĐNDVN) rốt cuộc sẽ bại trận sau chiến tranh tiêu hao.
Theo sử gia Christian Appy, "tìm và diệt là chiến thuật chủ chốt; và số lượng thương vong của quân địch là thước đo tiến triển chính" trong cuộc chiến tranh tiêu hao của Tướng William Westmoreland. "Tìm và diệt" là cụm từ được đặt ra vào năm 1965 để mô tả nhiệm vụ nhằm mục đích xua đuổi Quân Giải phóng ra khỏi nơi ẩn náu, trong khi số lượng thương vong là thước đo cho sự thành công của bất kỳ chiến dịch nào. Vì giai đoạn đầu của cuộc chiến không nhằm mục đích chiếm giữ lãnh thổ, nên việc đánh giá xem chiến dịch này có được coi là chiến thắng hay không hoàn toàn dựa trên tỷ lệ tử vong của đối phương cao hơn đối với giới chỉ huy Mỹ. Áp lực phải đưa ra những vụ đếm xác quân địch được xác nhận đã dẫn đến nạn gian lận trên quy mô lớn. Appy tuyên bố rằng giới chỉ huy Mỹ đã phóng đại số lượng thương vong lên 100 phần trăm. Một nghiên cứu cho thấy 61% tư lệnh quân đội Mỹ cho rằng số lượng thương vong đã bị phóng đại một cách thô thiển.
Bộ trưởng Quốc phòng Charles Hagel tuyên bố rằng giới chức chỉ huy lục quân Mỹ đã thổi phồng số lượng thương vong vì đây là cách đánh giá thành công của họ. "Sĩ quan chỉ huy sử dụng số lượng thương vong đó làm thước đo đo lường mức độ thành công của mình", do đó tạo ra động lực tích cực cho việc bịa đặt có chủ đích. Trong Chiến dịch Đăk Tô – Tân Cảnh năm 1967, một chỉ huy đại đội bị tố cáo sau khi để mất 78 người trong khi tìm thấy 10 xác địch, dữ liệu "số xác địch" này được Tướng Westmoreland cố tình viết lại thành 475 xác địch và công bố dưới dạng báo cáo hành quân chính thức.

## Ước tính
Bộ Quốc phòng Hoa Kỳ nêu lên con số chính thức là 950.765 quân cộng sản thiệt mạng ở Việt Nam từ năm 1965 đến năm 1974. Giới chức Bộ Quốc phòng tin rằng những con số thương vong này cần phải được giảm xuống còn 30%. Bộ Quốc phòng Việt Nam báo cáo có 849.018 quân nhân tử trận trong chiến tranh trong giai đoạn từ năm 1955 đến năm 1975 (trong đó một phần ba là những người chết không phải do tham chiến). Chính phủ Việt Nam không chính thức coi Chiến tranh Đông Dương lần thứ nhất là tách biệt với giai đoạn sau, và trong cả ba cuộc chiến, bao gồm Chiến tranh Đông Dương lần thứ nhất và Chiến tranh Đông Dương lần thứ ba, tổng cộng có 1.146.250 quân nhân QĐNDVN/QGPMNVN được xác nhận tử vong. Theo từng cuộc chiến: 191.605 người tử vong trong Chiến tranh Đông Dương lần thứ nhất, 849.018 người tử trận trong Chiến tranh Đông Dương lần thứ hai (Chiến tranh Việt Nam) và 105.627 người tử trận trong Chiến tranh Đông Dương lần thứ ba. Ngoài ra, hơn 300.000–330.000 quân nhân QĐNDVN/QGPMNVN vẫn chính thức mất tích trong khi làm nhiệm vụ (không tìm thấy thi thể của họ), với một số ước tính đưa ra con số cao tới 500.000.
Sorley trong cuốn A Better War trích dẫn lời Douglas Pike với con số 900.000 lính QĐNDVN/QGPMNVN chết và mất tích vào năm 1973, và tuyên bố rằng trong chuyến thăm Việt Nam Dân chủ Cộng hòa năm 1974 của Đô đốc Elmo Zumwalt, Đại tướng Võ Nguyên Giáp đã thông báo với Zumwalt rằng Bắc Việt có 330.000 người mất tích. Jim Webb tuyên bố rằng người Việt Nam đã tổn thất hơn 1,1 triệu binh lính. Geoffrey Ward và Ken Burns trong cuốn sách nhan đề The Vietnam War cũng nêu rằng có hơn một triệu người thiệt mạng.